# Берлін (Коннектикут)
Берлін (англ. Berlin) — місто (англ. town) в США, в окрузі Гартфорд штату Коннектикут. Населення — 20 175 осіб (2020).

## Демографія
Згідно з переписом 2010 року, у місті мешкало 19 866 осіб у 7808 домогосподарствах у складі 5591 родини. Було 8140 помешкань
Расовий склад населення:
| - 94,9 % — білих - 2,7 % — азіатів - 0,7 % — чорних або афроамериканців - 0,1 % — корінних американців |

До двох чи більше рас належало 1,0 %. Частка іспаномовних становила 3,2 % від усіх жителів.
За віковим діапазоном населення розподілялося таким чином: 21,4 % — особи молодші 18 років, 61,1 % — особи у віці 18—64 років, 17,5 % — особи у віці 65 років та старші. Медіана віку мешканця становила 45,5 року. На 100 осіб жіночої статі у місті припадало 94,2 чоловіків;  на 100 жінок у віці від 18 років та старших — 90,7 чоловіків також старших 18 років.
Середній дохід на одне домашнє господарство  становив 111 451 долар США (медіана — 93 328), а середній дохід на одну сім'ю — 128 354 долари (медіана — 112 254). Медіана доходів становила 69 989 доларів для чоловіків та 59 016 доларів для жінок. За межею бідності перебувало 3,2 % осіб, у тому числі 4,2 % дітей у віці до 18 років та 4,1 % осіб у віці 65 років та старших.
Цивільне працевлаштоване населення становило 10 517 осіб. Основні галузі зайнятості: освіта, охорона здоров'я та соціальна допомога — 28,9 %, виробництво — 12,8 %, роздрібна торгівля — 10,5 %, науковці, спеціалісти, менеджери — 9,4 %.